# أتيلا فيكيت
أتيلا فيكيت (بالمجرية: Fekete Attila)‏ (21 يوليو 1987 بكيكسكيميت في المجر - ) هو لاعب كرة قدم مجري في مركز الدفاع. لعب مع نادي مول فيدي وCeglédi VSE ‏ ونادي كيكسكيميت.